# Ethiopian Insurance Football Club
Maillots
Le Ethiopian Insurance Football Club (en amharique : መድን የእግር ኳስ ክለብ), plus couramment abrégé en Ethiopian Insurance, est un club éthiopien de football et basé à Addis-Abeba, la capitale du pays.
Il participe au championnat éthiopien de deuxième division pour la saison 2011-2012.

## Histoire
Le club a remporté à deux reprises la Coupe d'Éthiopie et a atteint le dernier carré d'une compétition continentale, en l'occurrence la Coupe de la CAF 1993. Après avoir éliminé le Rayon Sports FC du Rwanda, les Soudanais d'Al Merreikh Omdurman, Young Ones FC (Namibie) puis le Zumunta AC du Niger, l'équipe tombe face au Stella Club d'Adjamé, futur vainqueur de l'épreuve. C'est le meilleur résultat obtenu par un club éthiopien en Coupe de la CAF. 
L'Ethiopian Insurance a participé à trois autres campagnes continentales (Coupe des coupes 1996, Coupe de la CAF 1999 et Coupe des coupes 2003) mais se fait à chaque fois éliminer dès le premier tour.

## Palmarès
| Compétitions nationales | Compétitions internationales                 |
| --- | -------------------------------------------- |
| - Championnat d'Éthiopie (1) : - Champion : 2025 - Coupe d'Éthiopie (2) : - Vainqueur : 1994-95 et 2001-02. - Supercoupe d'Éthiopie : - Finaliste : 2002. | - Coupe de la CAF : - Demi-finaliste : 1993. |

## Entraîneurs du club
- Derege Belay